# Reguliersbreestraat

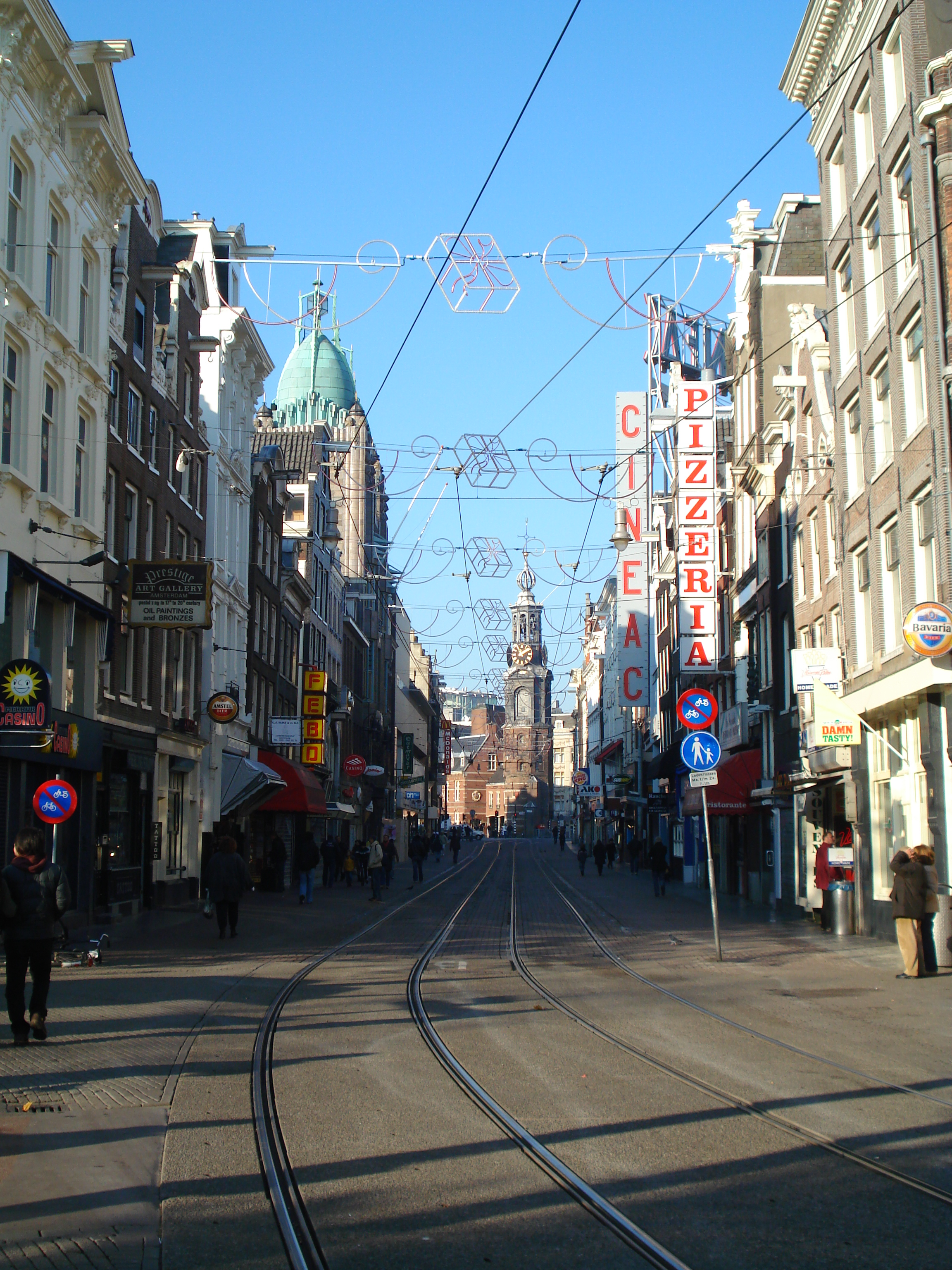
La Reguliersbreestraat en 2007

La Reguliersbreestraat est une rue d'Amsterdam-Centre.

## Situation et accès
Elle relie la Rembrandtplein (place Rembrandt) à la Muntplein (place de la Monnaie) sur une longueur de 200 mètres.
Les lignes 4 et 14 du tramway d'Amsterdam passent par la Reguliersbreetraat.
Jusqu'en 1985, la rue était à sens unique accessible aux voitures et aux tramways en direction de la Rembrandtplein. Dans l'autre sens, ils passaient par l'Amstel. Elle est ensuite devenue une rue piétonne avec un trafic de tramway dans les deux sens. Désormais, la circulation automobile se fait dans les deux sens via l'Amstel.

## Origine du nom
Elle doit son nom au  Reguliersklooster (monastère régulier] qui exista entre 1394 et 1532.  Ce monastère se trouvait sur le futur Keizersgracht (canal de l'Empereur), devant l'ancienne porte de la ville, la Regulierspoort, dont la Regulierstoren ou comme on l'appelle maintenant la Munttoren est encore un vestige.

## Historique

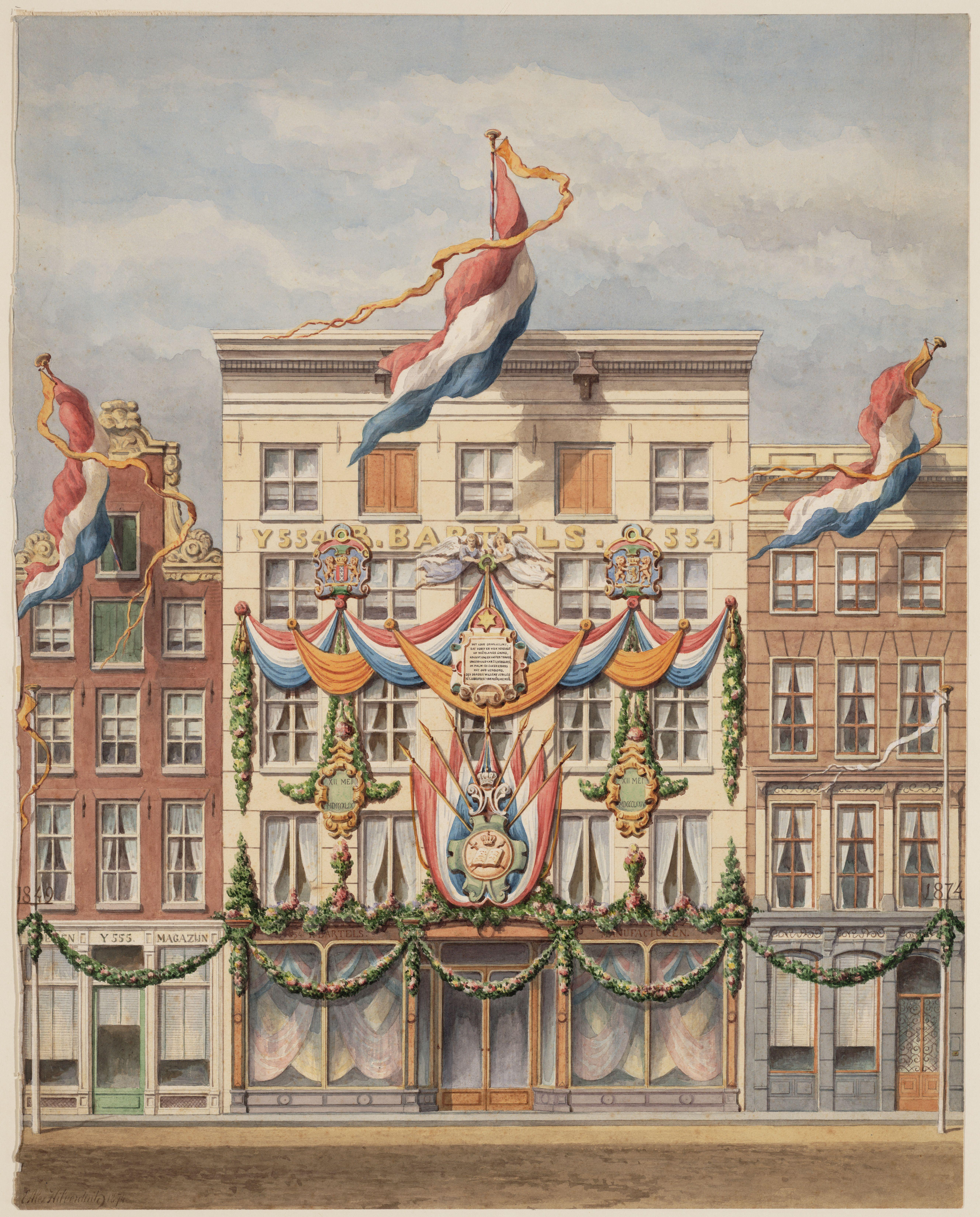
Du n°21 au 23 en 1874 par Eduard Alexander Hilverdink (nl)
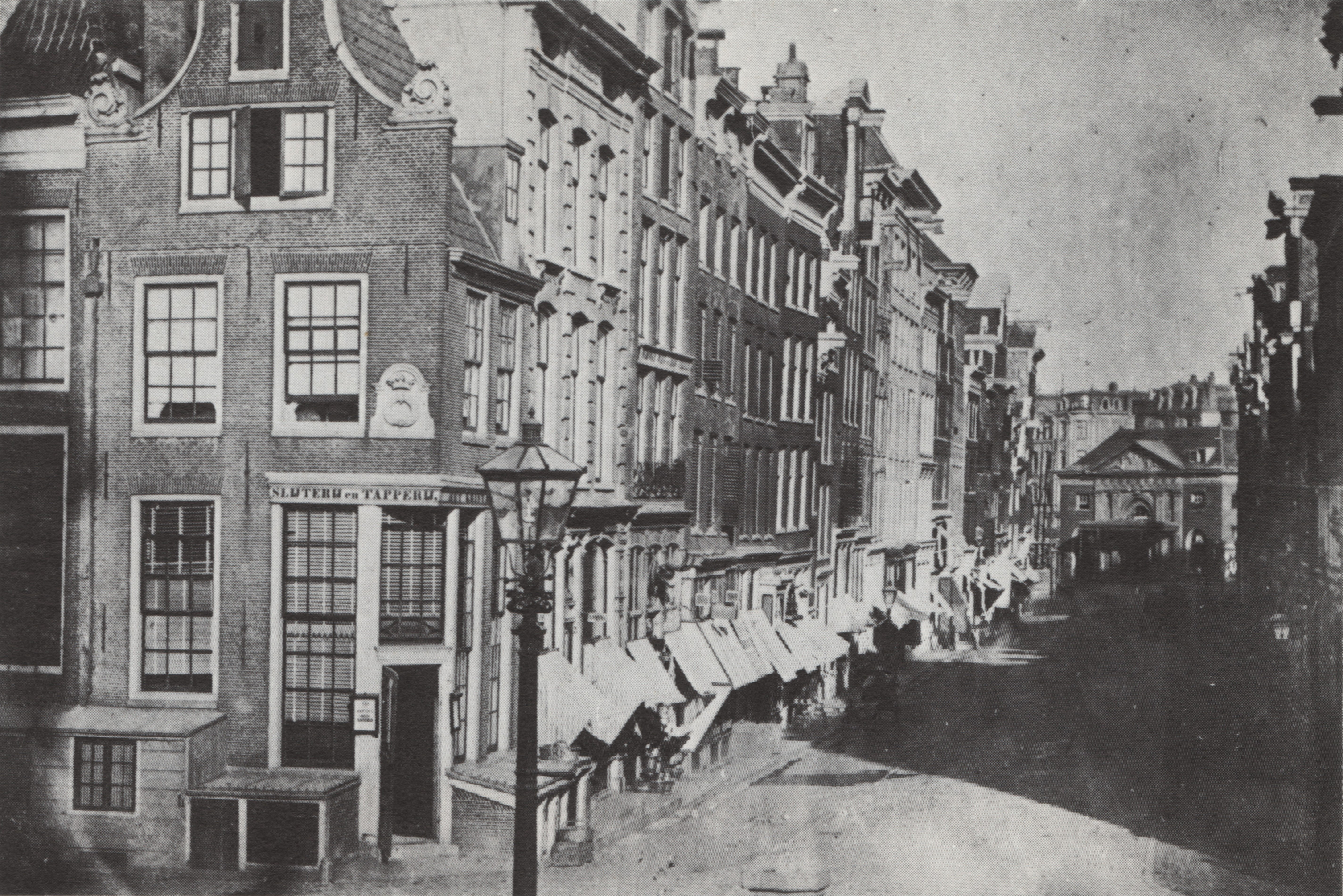
La rue avant 1900
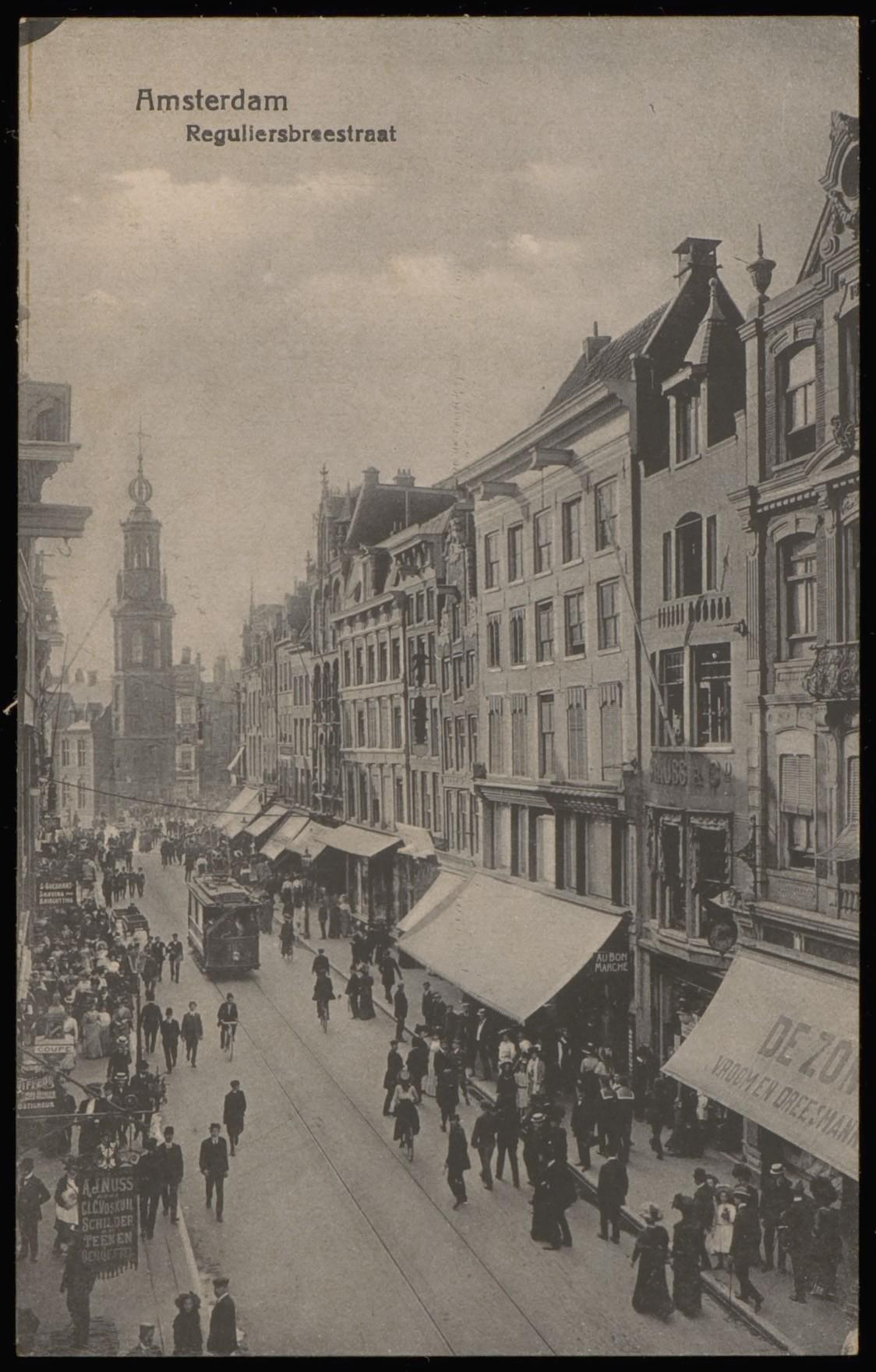
La rue vue de la Tour de la Monnaie vers 1900
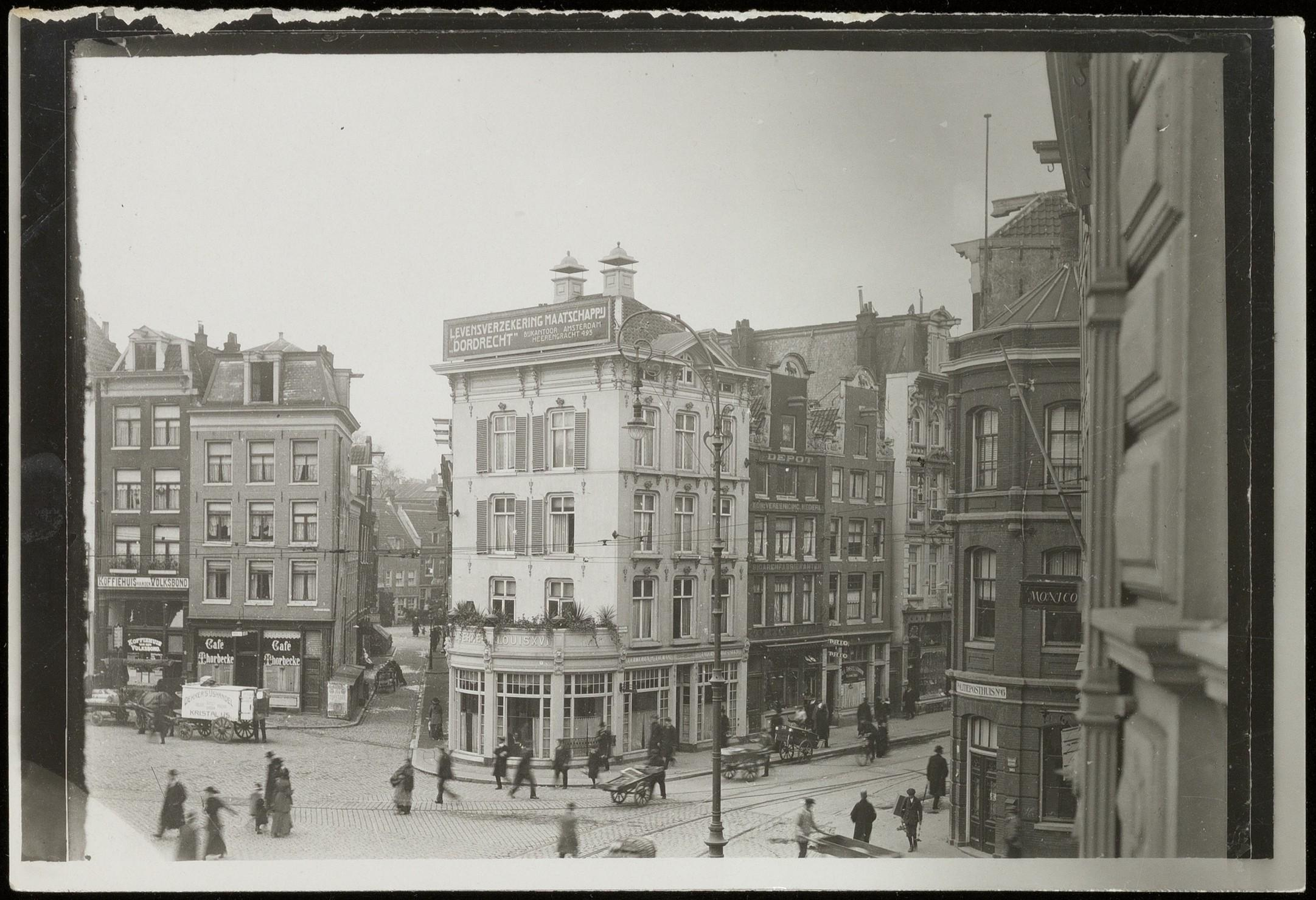
Rembrandtplein et entrée de la Reguliersbreestraat en 1925
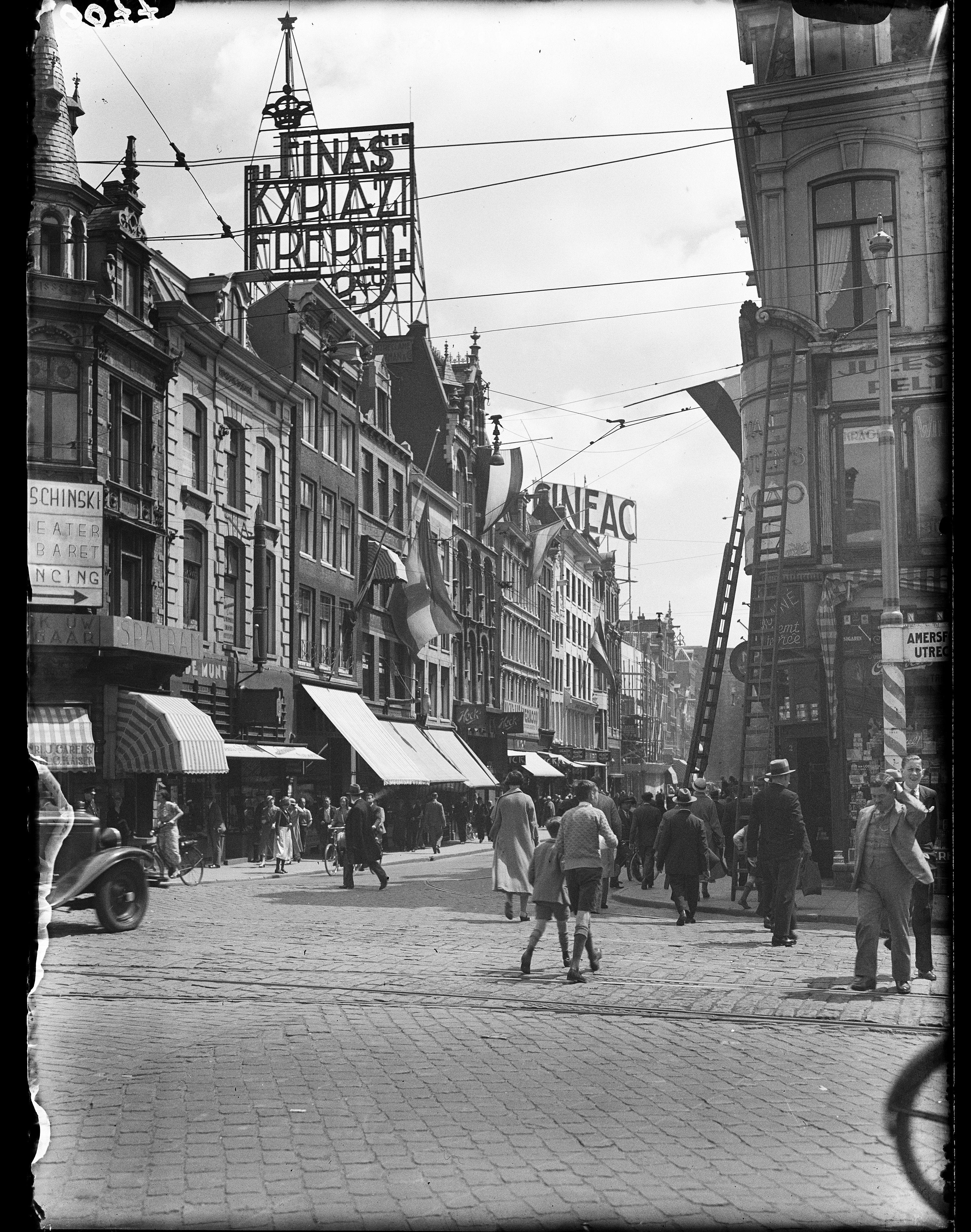
Entrée de la rue en 1934. On aperçoit l'enseigne du Cinéac et une publicité pour les cigarettes Kyriazi Freres (en). Photo de Paul Guermonprez.
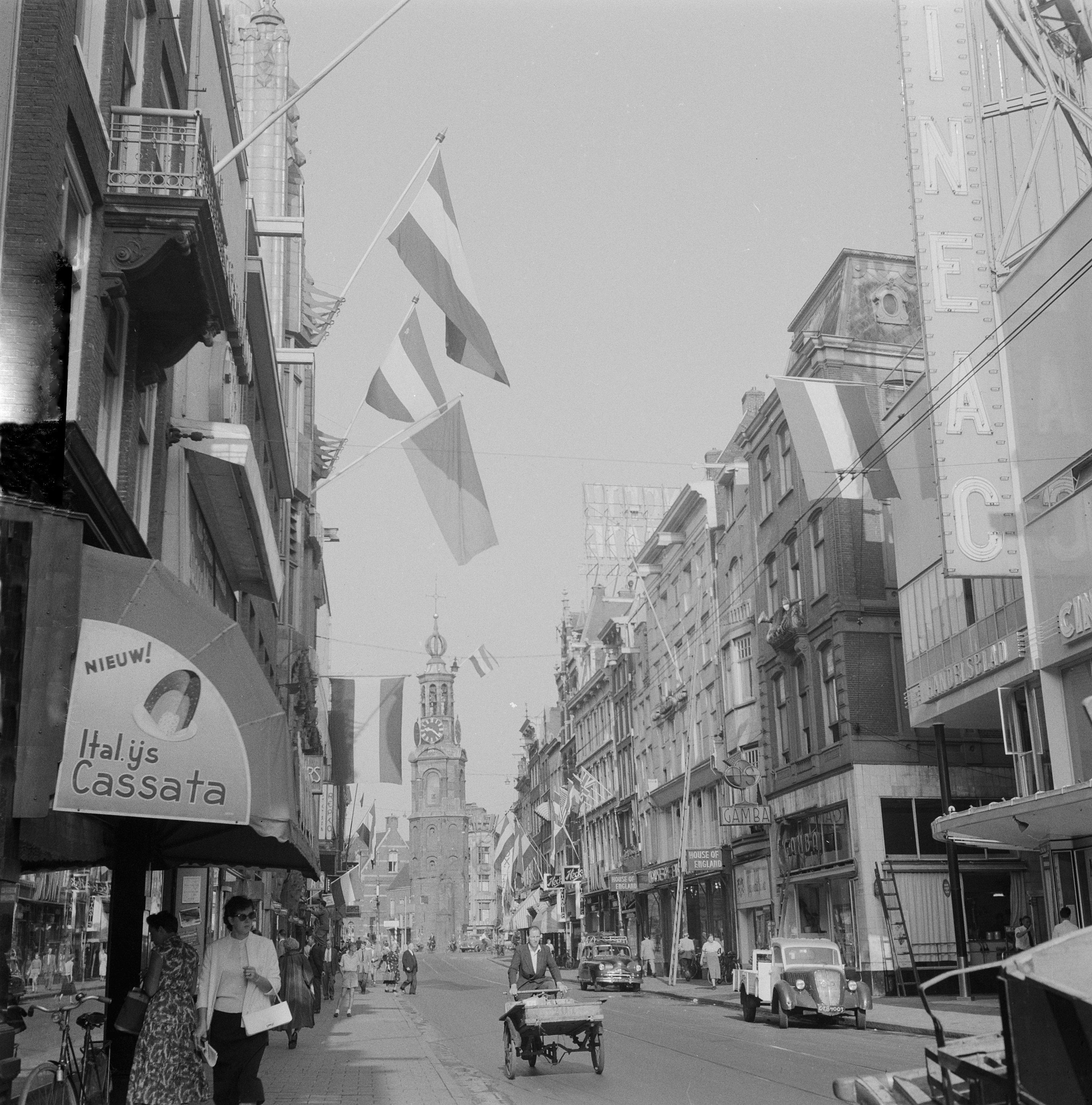
La rue vers 1955, Archives nationales des Pays-Bas

## Bâtiments remarquables et lieux de mémoire
On y trouve le Théâtre Tuschinski : dessiné par Hijman Louis de Jong (nl), ce théâtre rassemble divers styles artistiques : l'art déco, l'art nouveau et l'école d'Amsterdam.
On y trouvait le Cinéac d'Amsterdam, qui dans l'entre-deux-guerres, était une salle spécialisée dans la projection d'actualités filmées. 
Lien Deyers est née dans cette rue.

## Galerie

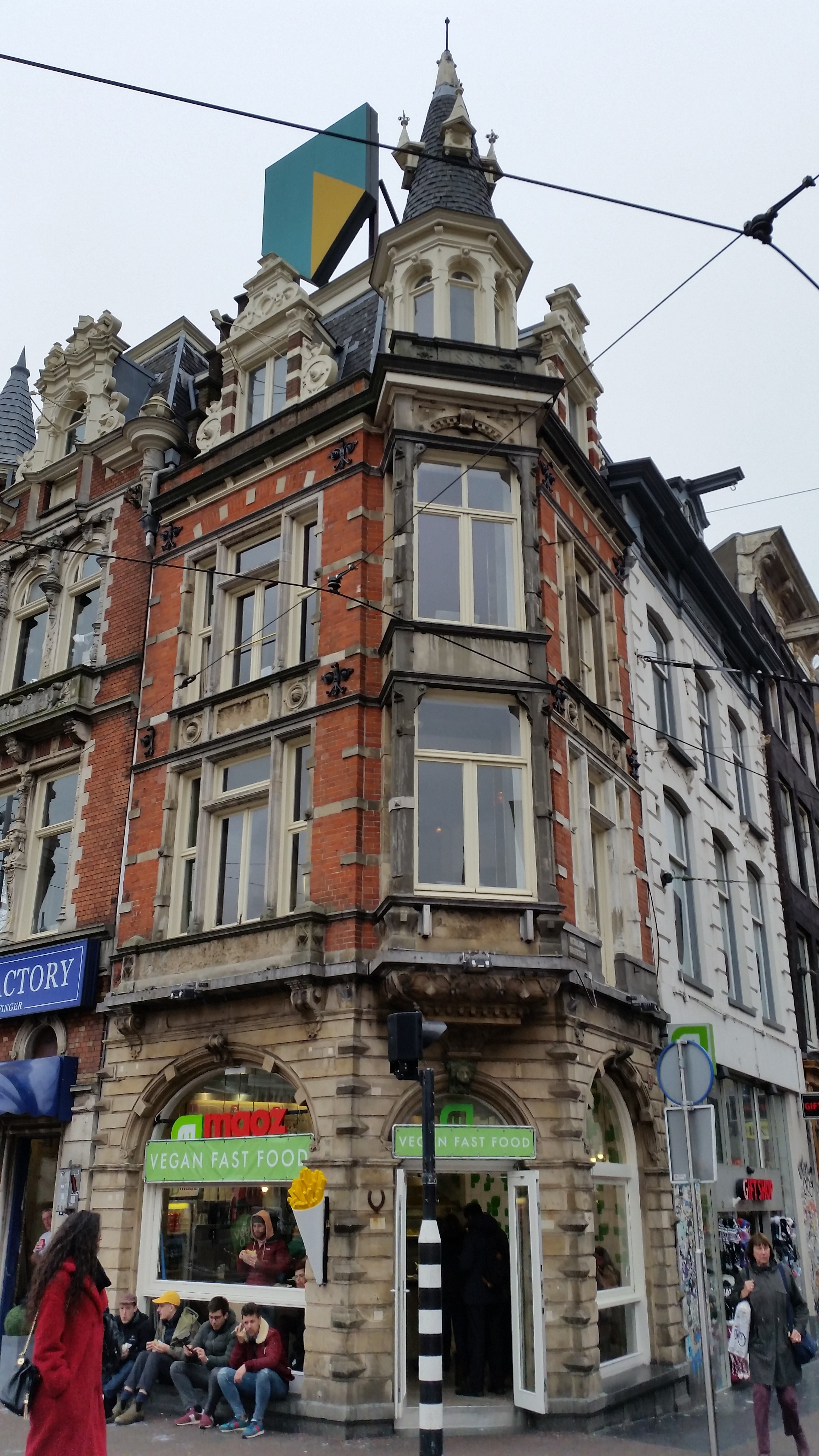
Le n°1, en 2019. Atchitecte : Evert Breman (nl). Voir Reguliersbreestraat 1 (nl)
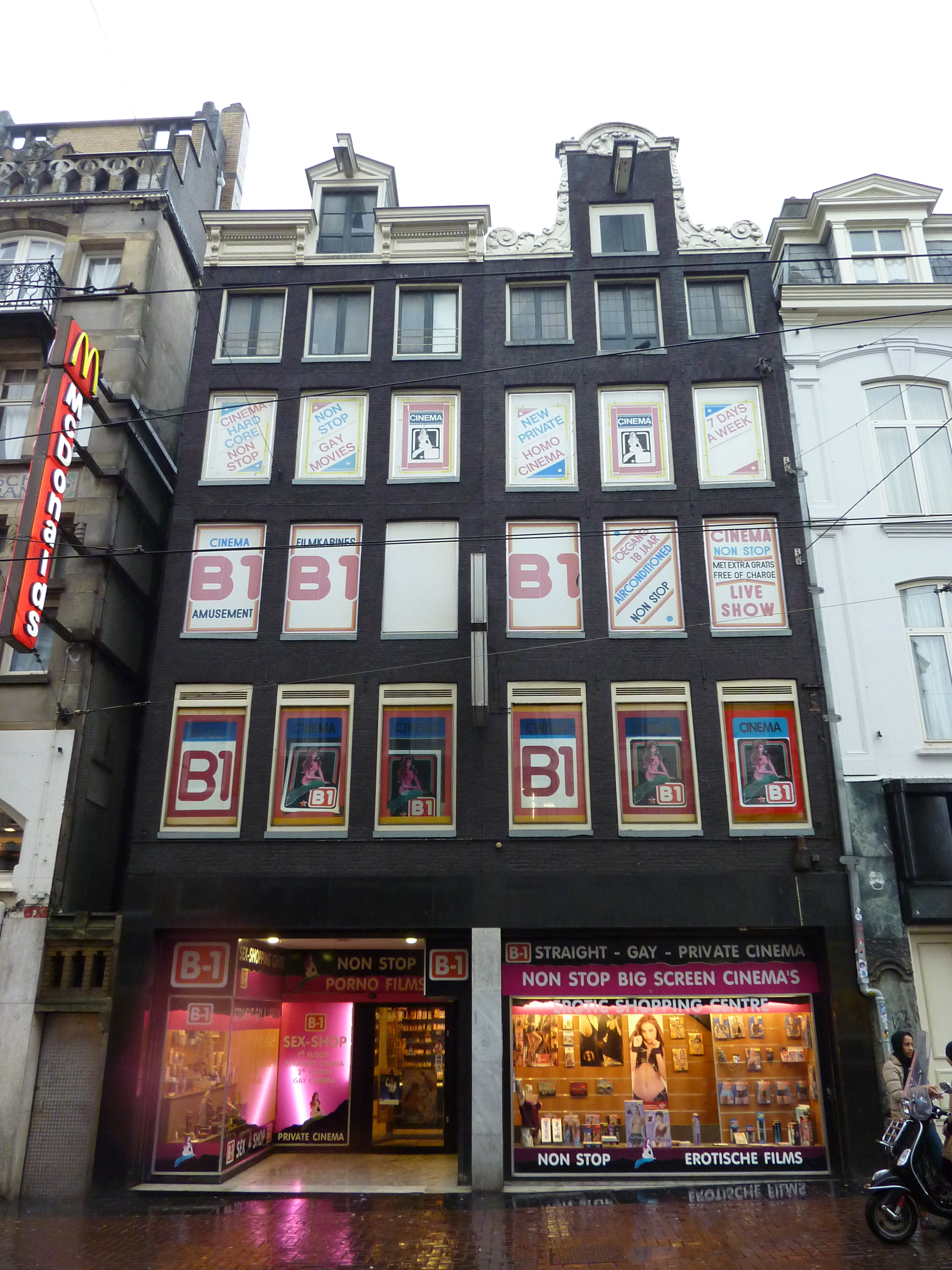
Le n°4 en 2010
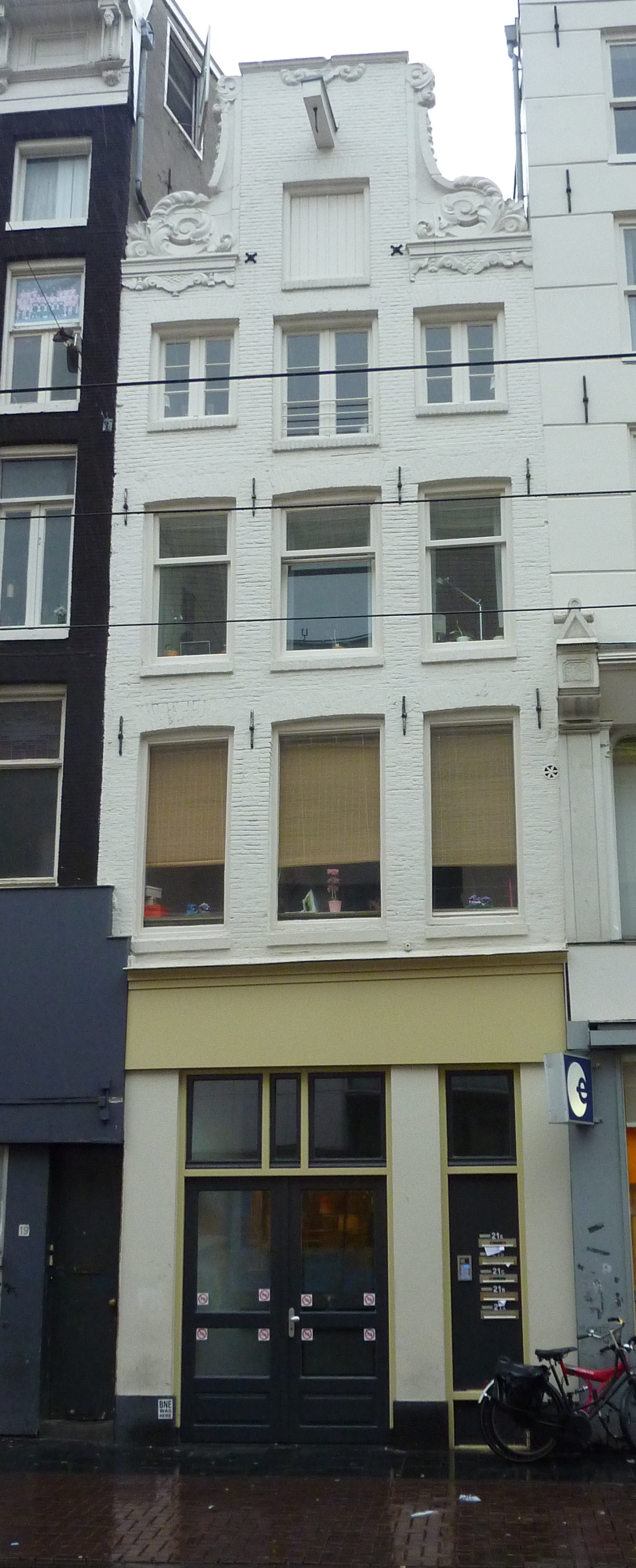
Le n°21 en 2010
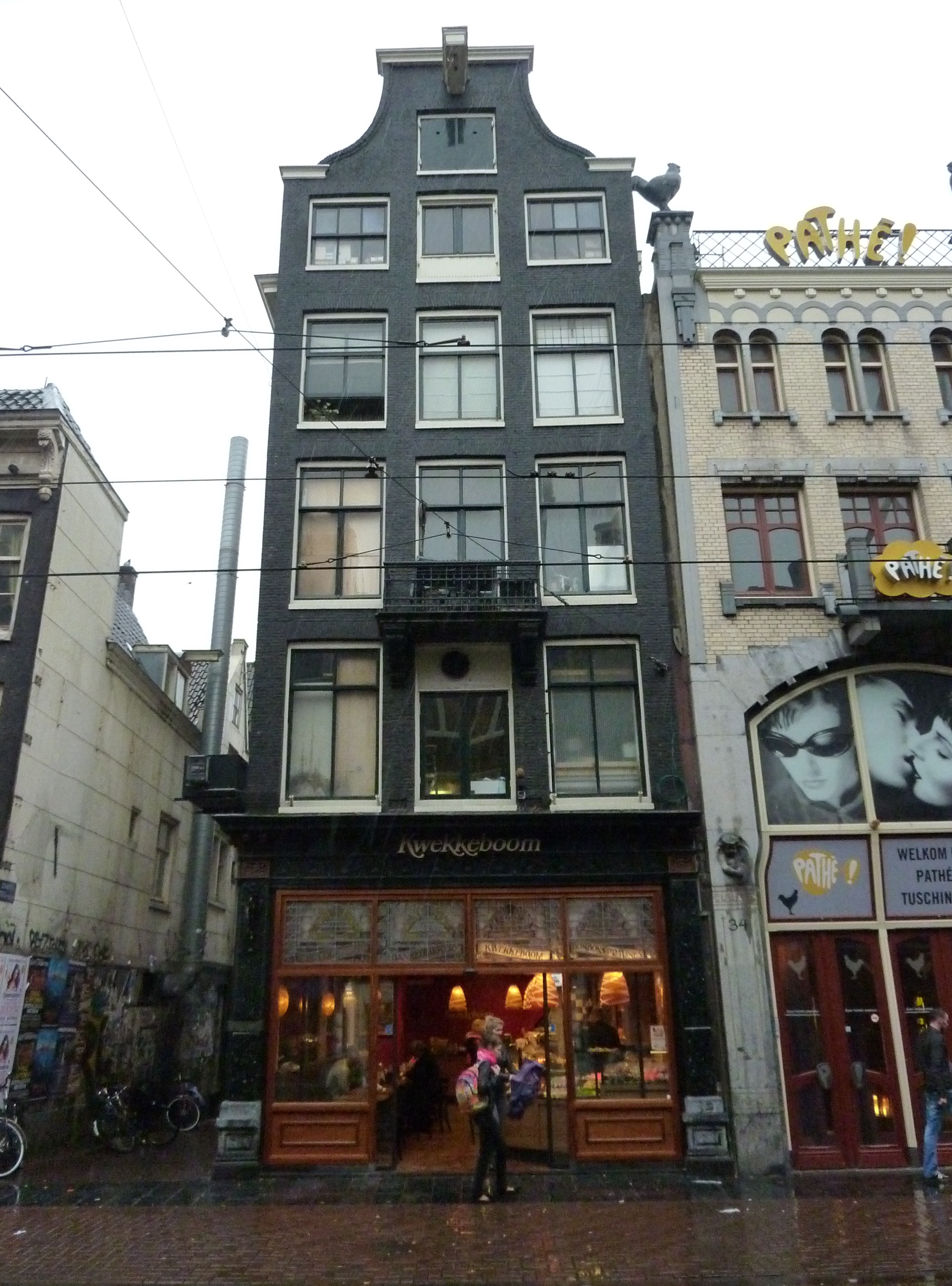
Le n°36 en 2010
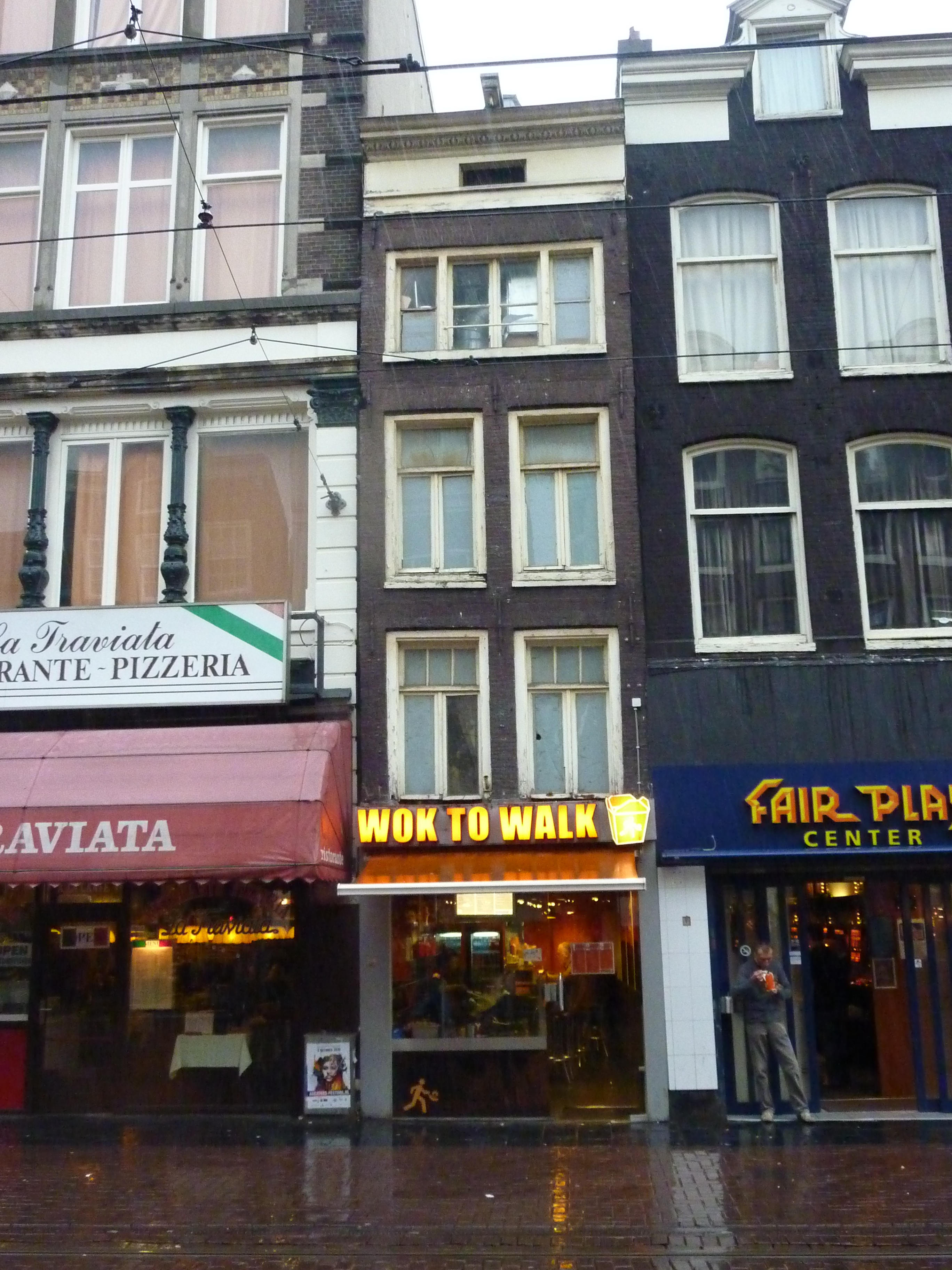
Le n°45 en 2010
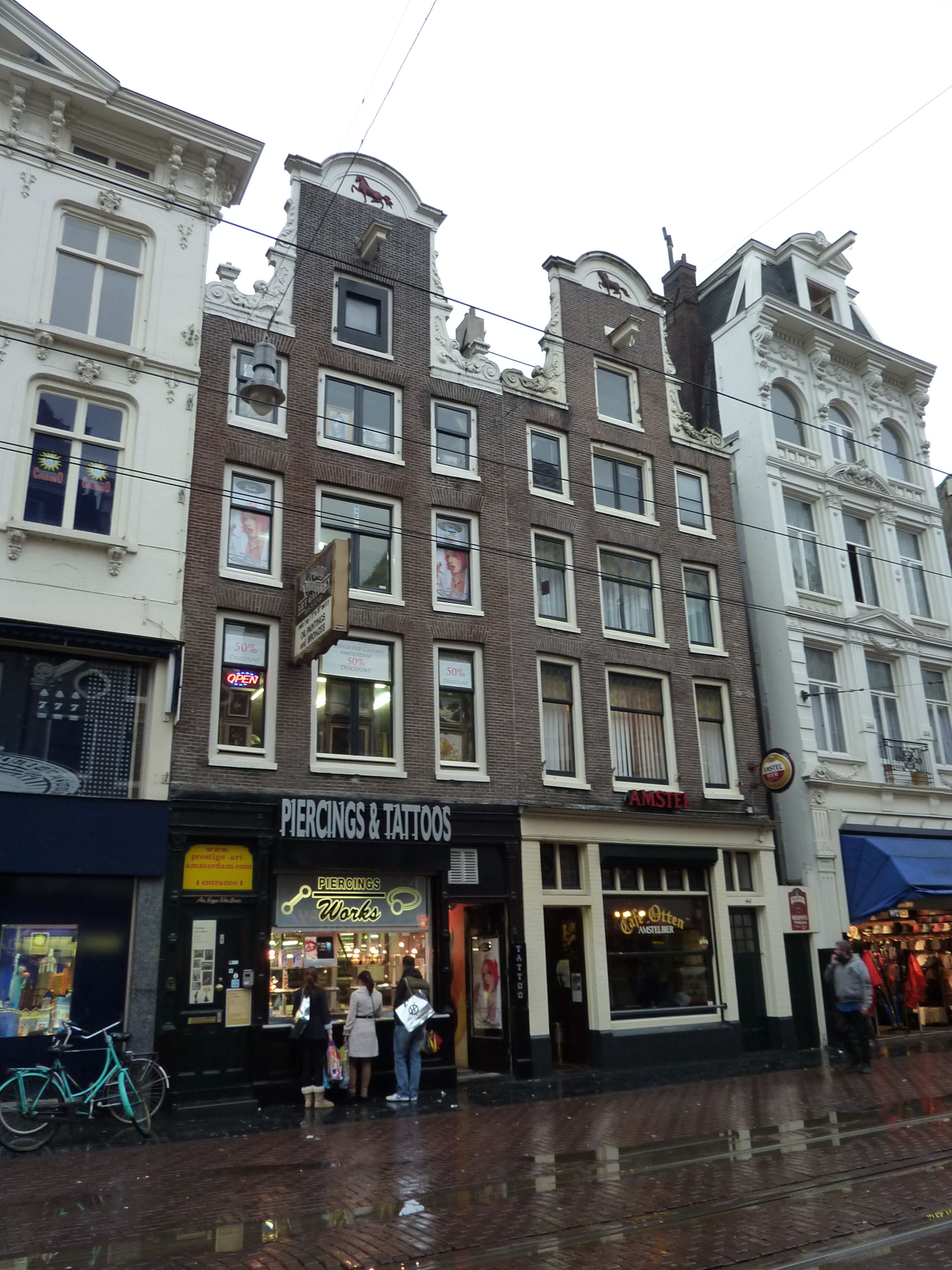
Les n°46 et 44 en 2010